# Саутерн-Гейтвей (Вірджинія)
Саутерн-Гейтвей (англ. Southern Gateway) — переписна місцевість (CDP) в США, в окрузі Стаффорд штату Вірджинія. Населення — 3133 особи (2020).

## Географія
Саутерн-Гейтвей розташований за координатами 38°20′42″ пн. ш. 77°30′13″ зх. д. / 38.34500° пн. ш. 77.50361° зх. д. (38.345071, -77.503526).  За даними Бюро перепису населення США в 2010 році переписна місцевість мала площу 8,36 км², з яких 8,35 км² — суходіл та 0,02 км² — водойми.

## Демографія
Згідно з переписом 2010 року, у переписній місцевості мешкало 2805 осіб у 1170 домогосподарствах у складі 659 родин. Густота населення становила 335 осіб/км².  Було 1240 помешкань (148/км²).
Расовий склад населення:
| - 57,0 % — білих - 27,8 % — чорних або афроамериканців - 3,4 % — азіатів - 0,5 % — корінних американців - 0,1 % — вихідців з тихоокеанських островів - 5,4 % — осіб інших рас |

До двох чи більше рас належало 5,8 %. Частка іспаномовних становила 11,8 % від усіх жителів.
За віковим діапазоном населення розподілялося таким чином: 26,7 % — особи молодші 18 років, 69,3 % — особи у віці 18—64 років, 4,0 % — особи у віці 65 років та старші. Медіана віку мешканця становила 28,0 року. На 100 осіб жіночої статі у переписній місцевості припадало 89,1 чоловіків;  на 100 жінок у віці від 18 років та старших — 88,5 чоловіків також старших 18 років.
Середній дохід на одне домашнє господарство  становив 73 813 долари США (медіана — 58 414), а середній дохід на одну сім'ю — 78 291 долар (медіана — 59 981). Медіана доходів становила 43 854 долари для чоловіків та 35 491 долар для жінок. За межею бідності перебувало 5,6 % осіб, у тому числі 6,1 % дітей у віці до 18 років та 0,0 % осіб у віці 65 років та старших.
Цивільне працевлаштоване населення становило 1560 осіб. Основні галузі зайнятості: освіта, охорона здоров'я та соціальна допомога — 21,2 %, будівництво — 18,6 %, фінанси, страхування та нерухомість — 12,8 %, роздрібна торгівля — 12,6 %.